# Lac des Chambres
Le lac des Chambres est un lac alpin de Haute-Savoie, situé dans le Massif du Giffre, sur la commune de Samoëns. Ce lac ainsi que la combe dans laquelle il se situe étaient entièrement enneigés toute l'année (voir cartes IGN des années 1970 et 1980) avant la récente hausse de réchauffement climatique.
Il est situé sur l'itinéraire du sentier de grande randonnée de pays Tour des Dents Blanches.